# Manuel Castro Mellado
Manuel Castro Mellado (Córdoba, 1944—Barcelona, 2020) fue un artista, pintor, grabador y escultor español de origen cordobés que desarrolló su trabajo entre los siglos XX y XXI. Conocedor de la historia de la pintura y del color, Castro Mellado fue un artista que dedicó gran parte de su vida a dibujar personajes nostálgicos en entornos surrealistas e intimistas.
Sus obras se conservan en colecciones de varios países del mundo como Estados Unidos, Alemania, Suiza, Italia, Francia, España, entre otros. También reposan en instituciones, bibliotecas y centros culturales como la Fundación Vila Casas, Biblioteca de Cataluña, Universidad de Barcelona (UB), Biblioteca Nacional de España (BNE), Universidad de Heidelberg, el Gabinete de Estampas de Ginebra, entre otros lugares.

## Biografía
A comienzos de la década de 1950 se radicó en Barcelona, España, donde estudió pintura en la Escuela de Artes y Oficios de Barcelona La Llotja y grabado en el Conservatorio de las Artes del Libro. En la década de 1960 empezó con su carrera artística y para 1966 fue premiado por el Ayuntamiento de Barcelona; un año después, Castro Mellado participó del certamen Salón de mayo y continuó con sus estudios en la Fundación Castellblanch.
A comienzos de la década de 1970 ganó otros premios y reconocimientos como el Alfred Sisquella de la Sala Parés y la Medalla de Plata en el Premio Nacional de Dibujo.
Al regresar a Barcelona en 1971, contrajo matrimonio y trabajó como delineante industrial y grabador durante varios años hasta que, en 1976, coincidiendo con el nacimiento de su única hija (Muriel) decidió dedicarse exclusivamente al mundo del arte. Desarrolló su trabajo a través de varias disciplinas, como el grabado, la pintura y la escultura. Llegó a participar en más de cincuenta exposiciones individuales y colectivas, y en ferias de arte internacionales. Colaboró con otros artistas y recibió varios premios. Tras más de cincuenta años dedicados a la creación de obras arte, Manuel Castro falleció en Barcelona, el 21 de julio de 2020, a la edad 76 años, dejando un extenso legado.

## Publicaciones
- 1980   “Les roques i el mar, el Blau”, de Salvador Espriu (edición de coleccionista bibliófilo). Ilustrados con aguafuertes originales de Manuel Castro.
- 1989   “Voracitat Blanca”, de Angel Custodi. Ilustrados con aguafuertes, litografías y serigrafías de Manuel Castro.
- 2004   "Le vertige de l'ange", de Olivier Miquel. Ed. Le cherche midi. Portada de Manuel Castro.
- 2008   "Cultures i religions" Ed. La Galera. Portada de Manuel Castro.
- 2010   "Cartas a Sandra", de Vergílio Ferrerira. Ed. Acantilado. Portada de Manuel Castro.

## Premios
Algunos premios recibidos durante su trayectoria como artista:
- 1966: Ayuntamiento de Barcelona (Barcelona).
- 1969: Beca de la Fundación Castellblanch (París).
- 1970: Alfred Sisquella –Sala Parés- (Barcelona).
- 1971: Joan Serra –Sala Parés- (Barcelona).
- 1971: Medalla de Plata –Permio Nacional de Dibujo- (Manresa).
- 1973: Universidad de Granada, Fundación Rodríguez-Acosta.
- 1977: 1.er Premio de Pintura “Miquel Carbonell” (Molins de Rei).
- 1991: 2.º Premio de Grabado “Carmen Arozena” –Galería Tórculo- (Madrid).
- 1993: 1.er Premio Internacional de Grabado (Cebreros, Ávila).
- 1994: Finalista en la 2.ª Bienal de Grabado de Játiva.
- 1996: Premio Adquisición en la 1.ª Bienal de Alcoy.